# Onpassive (metropolitana di Dubai)
Onpassive (in arabo اون باسيف‎?) (ex Al Safa ed ex Noor Bank) è una stazione della linea rossa della metropolitana di Dubai. Serve il distretto di Al Quoz ed è situata all'intersezione tra la Sheikh Zayed Road e la 35th Street.

## Storia
È stata inaugurata il 15 maggio 2010 con l'apertura del tratto Business Bay-Jumeirah Lake Towers.
La stazione ha una storia di accordi sui diritti di denominazione: è stata infatti inaugurata come Noor Bank il 15 maggio 2010, salvo poi essere rinominata Al Safa il 24 novembre 2020. Ha assunto la denominazione attuale (a volte stilizzata ONPASSIVE) l'11 gennaio 2023, dopo che una società tecnologica con sede a Dubai ha stipulato un accordo con l'Autorità per le strade e i trasporti di Dubai per acquistare i diritti di denominazione decennali.